# Dedina
Dedina (serbisch-kyrillisch Дедина) ist ein Ort in der serbischen Opština Kruševac.
Der Ort hat 2887 Einwohner (Zensus 2011).